# Fülöp Ferenc (néptáncos, 1903–1986)
Fülöp Ferenc (Marosbogát, 1903. szeptember 23. – Budapest, 1986. december 27.) néptáncos, a Népművészet Mestere (1956).

## Életpályája
Szegényparaszti családban született; vasúti pályaőr és kőműves volt a MÁV-nál. Az 1940-es években költözött át Magyarországra, Csurgóra. Az 1950-es Országos Kulturális Verseny záróbemutatóján az Erkel Színházban táncolta el a marosbogáti verbunkot és csürdöngölőt. 1951-ben Molnár István kereste fel, 1952-ben pedig Szentpál Olga kérésére a Színművészeti Főiskolán tartott kurzust a táncpedagógusoknak. Az 1970-es évek elejétől a népművészet mestereiből és ifjú mestereiből álló csoport legidősebb tagjaként minden hagyományőrző találkozón részt vett. Ebben a csoportban több ízben külföldön is öregbítette népművészetünk jó hírét. 1983-ban az országos táncház találkozón lépett fel utoljára.
Több évtizeden át egyike volt azoknak a nagytudású táncosoknak, akik nem csak előadó művészetükkel vívták ki maguknak az elismerést, de mindenkor örömmel adták át tudásukat a fiatalabb generációnak. Táncai: csűrdöngölő, verbunk, lassú és friss csárdás, legényes.

## Díjai
- a Népművészet Mestere díj (1956)